# By the Time I Get to Phoenix
By the Time I Get to Phoenix è un brano musicale scritto da Jimmy Webb. 
Originariamente registrato da Johnny Rivers nel 1965, è stato inciso come cover da Glen Campbell nel 1967 per il suo album omonimo By the Time I Get to Phoenix, pubblicato da Capitol Records.

## Altre versioni
Oltre a quella di Campbell, altre cover realizzate sono state realizzate, tra gli altri, da:
- Isaac Hayes, in una versione da ben 18 minuti per l'album Hot Buttered Soul (1969)
- The Mad Lads (1969)
- The Peddlers, per l'album Birthday (1969)
- Anne Murray con Glen Campbell (1971)
- Erma Franklin per l'album Soul Sister (1969)
- Isaac Hayes e Dionne Warwick dal vivo (1977)
- Solomon Burke per l'album I Wish I Knew (1968)
- Charlie Rich per l'album Set Me Free (1968)
- Billy Stewart, per l'album Cross My Heart (1969)
- Engelbert Humperdinck per l'album A Man Without Love (1968)
- Marty Robbins, per l'album By the Time I Get to Phoenix (1968)
- Harry James per l'album For Listening and Dancing (1981)
- Nick Cave and the Bad Seeds per l'album Kicking Against the Pricks (1986)
- Reba McEntire, per l'album Starting Over (1995)
- Al Pacino brevemente nel film Heat - La sfida (1995)

## Tracce
- 7"

1. By the Time I Get to Phoenix
2. You've Still Got a Place in My Heart

## Premi
- Grammy Awards:
  - 1968: "Best Vocal Performance, Male", "Best Contemporary Male Solo Vocal Performance"